# Douaumont repris !
Pour plus de détails, voir Fiche technique et Distribution.
Douaumont repris ! est un film français de court métrage réalisé en 1995 par Vladimir Léon. Il constitue le premier volet du long métrage Loin du Front coréalisé avec Harold Manning et sorti en salles en 1998. 

## Synopsis
Durant la Première Guerre mondiale, dans un village de l'arrière, on apprend la grande nouvelle de la reprise par les armées françaises du fort de Douaumont. Tout le monde est en joie. Sauf Yvette, paysanne mutique et renfrognée, à qui le facteur a confié une lettre pour son amie Jeanne.

## Fiche technique
- Titre : Douaumont repris !
- Réalisation : Vladimir Léon
- Scénario : Vladimir Léon
- Photographie : Sébastien Buchmann
- Décors : Renaud Legrand
- Costumes : Jacqueline Van Moortel
- Montage : Marie-Hélène Mora
- Son : David Rit
- Production : Philippe Braunstein
- Pays d'origine :  France
- Durée : 12 minutes
- Date de sortie : 1995 (Festival de Saint-Flour)

## Distribution
- Estelle Aubriot
- Odile Roig
- André Badin
- Thimothé Delhommeau

## Sélection
- 1996 : Festival de Saint-Flour